# Euthycera
Euthycera är ett släkte av tvåvingar. Euthycera ingår i familjen kärrflugor.

## Bildgalleri

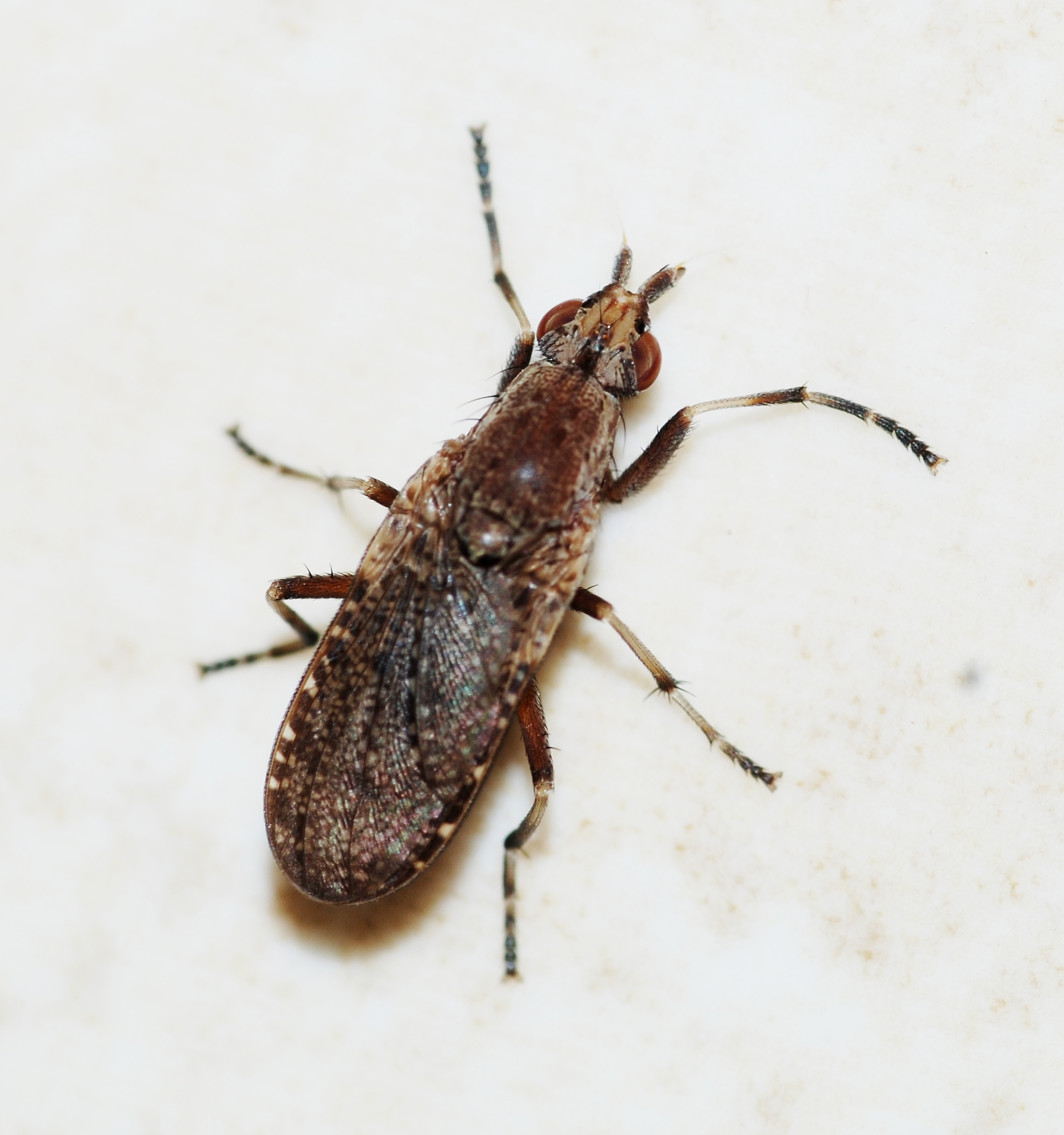

## Dottertaxa tillEuthycera, i alfabetisk ordning[1][2]
- Euthycera alaris
- Euthycera algira
- Euthycera alpina
- Euthycera arcuata
- Euthycera atomaria
- Euthycera chaerophylli
- Euthycera cribrata
- Euthycera flavostriata
- Euthycera fumigata
- Euthycera guanchica
- Euthycera hrabei
- Euthycera korneyevi
- Euthycera leclercqi
- Euthycera maculatissima
- Euthycera mehadiensis
- Euthycera meleagris
- Euthycera merzi
- Euthycera mira
- Euthycera morio
- Euthycera nigrescens
- Euthycera prominens
- Euthycera sardoa
- Euthycera seguyi
- Euthycera soror
- Euthycera stichospila
- Euthycera stictica
- Euthycera stiticaria
- Euthycera syriaca
- Euthycera vockerothi
- Euthycera zelleri